# Hörby 6:2
Hörby 6:2 är en bondgård mellan Sölvesborg och Mjällby som sedan 2003 är byggnadsminnesförklarad.
Gårdens ägor tillkom i samband med storskiftet under 1790-talet när flera mindre åkrar slogs samman. Skiftets gav goda resultat för gården och den byggnadsminnesförklarade huvudbyggnaden i sten uppfördes omkring 50 år senare av bonden Per Svensson. Den tidigare byggnaden låg hundrafemtio meter söderut, och under 1900-talets kom kullersten upp vid plöjning av åkenr där.
Hörby 6.2 representerar byggnadsskicket som uppstod efter enskiftet på Listerlandet, med de små fönstren och det stora taket. Det består av en källarsockel i gråsten samt en bottenvåning och en vindsvåning i murad tegel. I bottenvåningen bodde familjen och takvåningen användes för lagring av grödor. I mitten av bottenvåningen ligger en central sal med symmetriskt anordnade mindre rum omkring. Inredningen och utsmyckningen, bland annat väggmålningar och snickerier, har inte genomgått några större förändringar. En mindre ombyggnad skedde under 1930-talet och gården användes inte mellan 1970-talet och tidigt 2000-tal. Under 2002 utfördes en renovering av en ny generation av samma familj som tidigare bott i byggnaden.
Även ekonomibyggnaderna ingår i byggnadsminnet, men det är i första hand väggmålningarna och snickerierna i stora salen som bidrar till byggnadens kulturhistoriska värde.